# Suzanne Perrottet
Suzanne Perrottet, née le 13 septembre 1889 à Rolle et morte le 10 août 1983 à Zurich, est une danseuse et pédagogue suisse.

## Biographie
Suzanne Perrottet suit une formation de violoniste au Conservatoire de musique de Genève, auprès d'Émile Jaques-Dalcroze. À ses côtés, elle suit également une formation d'enseignante de gymnastique rythmique. Elle obtient son diplôme en 1909, et suit Jaques-Dalcroze en 1910 dans l'institut pour l'enseignement de la musique et du rythme qu'il avait fondé à Hellerau. Elle y enseigne entre autres à Mary Wigman, Marie Rambert et Gustav Güldenstein. Elle est reconnue comme innovatrice de l'instruction de la danse.
En 1912-1913, elle se rend à Vienne pour y donner des cours selon la méthode Jaques-Dalcroze. En 1913, elle rejoint Rudolf von Laban sur le Monte Verità. Elle devient à Zurich sa plus proche collaboratrice et compagne durant la Première Guerre mondiale. Avec Mary Wingman et Rudolf von Laban, elle est considérée comme l'une des cofondatrices de la danse expressive moderne, l'Ausdruckstanz. En 1918 elle reprend la direction de l'école de Laban et la renomme « Bewegungsschule Suzanne Perrottet ». Elle y enseigne jusqu'en 1979.
Des médecins tels que Max Bircher-Benner et Carl Gustav Jung lui envoient des patients. Des enseignants, architectes, actrices et acteurs fréquentent également son école. En 1936, Suzanne Perrottet obtient une mission d'enseignement de l'EPFL pour la gymnastique rythmique, l'expression corporelle et l'accompagnement musical. Elle enseigne aussi la pantomime, la gymnastique et la danse au Zürcher Bühnenstudio.
En 1939, elle devient cofondatrice de l'Association professionnelle suisse de la danse et du mouvement et est membre de son comité jusqu'en 1955.
La bibliothèque du Kunsthaus de Zurich reçoit en don, en 1990, la succession des héritiers de Suzanne Perrottet, à savoir des photographies, documents et lettres relatifs à Suzanne Perrottet elle-même et à Rudolf von Laban.
Elle est considérée comme l'une des pionnières de la danse libre en Suisse.

## Archives
- Fonds documentaire Giorgio Wolfensberger: Suzanne Perrottet.  Cote : A-1067. Fondation SAPA (présentation en ligne).
  - (de) « Suzanne erzählt aus ihrem Leben (1/6) » (1981-1983) [Cassette audio]. Fonds documentaire Giorgio Wolfensberger: Suzanne Perrottet; Série : Audiovisuel; Cote : A-1067-AV/001. Fondation SAPA (présentation en ligne).